# کوه ابول کسیم
کوه ابول کسیم (به لاتین: Abul Kasim) یک کوه در اتیوپی است که در منطقه اورومیا واقع شده‌است. کوه ابول کسیم ۲٬۵۷۳ متر بالاتر از سطح دریا واقع شده‌است.